# Kamienica Pod Trzema Gołębiami we Wrocławiu
Kamienica Pod Trzema Gołębiami – zabytkowa kamienica mieszczańska, o rodowodzie średniowiecznym, znajdująca się przy ulicy Kazimierza Wielkiego 65 we Wrocławiu.
Przed 1945 rokiem kamienica posiadała adres Słodowa 17. Nieistniejąca dziś ulica ciągnęła się od kościoła Św. Krzysztofa do ul. Świdnickiej. Była zamieszkiwana głównie przez rzemieślników wytwarzających słód. W 1945 roku zniszczona została cała północna pierzeja ulicy oraz większość południowej. Pozostałe kamienice zostały przydzielone do powstałej w 1975 roku staromiejskiej obwodnicy tzw. Trasy W-Z czyli ulicy Kazimierza Wielkiego.    

## Historia posesji i kamienicy
Pierwszy budynek na działce nr 17 został wzniesiony prawdopodobnie w połowie XVI wieku. W zachowanych dokumentach podatkowych. m.in. z 1564 roku posesja nr 17 wymieniana jest jako jedna z dwunastu posesji znajdujących się w środkowym pasie ulicy zwanej "Vnnther denn Meltzernn" o szerokości od 12 do 35 łokci. Był to kamienica szczytowa. W 1706 roku kamienica została przebudowana a jej fasadzie nadano wówczas barokową formę. Na jej szczycie umieszczono datę zakończenia przebudowy. W 1872 roku jej wnętrza zostały częściowo przebudowane a w 1902 roku w części parterowej wybito dodatkowe wejście do istniejącej tu restauracji. Ponowny remont kamienicy miał miejsce w 1926 roku.

## Opis architektoniczny
Kamienica barokowa jest budynkiem murowanym z cegły, trzytraktowa, trzykondygnacyjna z trzykondygnacyjnym szczytem i z czteroosiową fasadą. Skraje osie zewnętrzne udekorowane są boniowanymi pasami. Wejście do budynku prowadzi przez sklepiony koszowo, boniowany portal znajdujący się w skrajnej wschodniej osi, zamknięty wydatnym gzymsem. W przeszłości nad nim znajdowało się godło domu. Wejście prowadzi do asymetrycznej sieni przelotowej. Okna na kondygnacjach posiadają uszakowe otynkowane obramienia z łezką a pod podokiennikiem znajdują się płyciny (na I piętrze prostokątne, na II zaokrąglone w narożach). Pomiędzy trzecią kondygnacją a szczytem znajduje się szeroki gzyms koronujący. Trzyosiowy szczyt akcentowany jest czterema, dwukondygnacyjnymi pilastrami wielkiego porządku  podtrzymującymi wysunięty gzyms, nad którym umieszczona jest trzecia, jednoosiowa kondygnacja przybierająca formę aediculi, z małym oknem pomiędzy równie krótkimi zdwojonymi pilastrami. Pod parapetem okna w płyciźnie umieszczona jest data "1706". Całość wieńczy trójkątny naczółek (tympanon). Szczyt flankowany jest wolutowymi spływami. W części piwnicznej i częściowo na parterze zachowały się sklepienia kolebkowe.

## Po 1945 roku
Podczas działań wojennych w 194 roku kamienica została częściowo zniszczona; została odbudowana ze znacznie uproszczoną dekoracją fasady. W latach 1970–1971 budynek został przystosowany do siedziby Polskiego Związku Wędkarskiego. Nad pracami czuwał projektant J. Jabłoński. W części parterowej znajdował się sklep wędkarski.  W 2011 roku elewacja kamienicy została gruntownie odnowiona.      